# La legge della violenza (Tutti o nessuno)
La legge della violenza (Tutti o nessuno) è un film del 1969 diretto da Gianni Crea.

## Trama
Il fuorilegge Jack Sparrow  è inseguito da cinque uomini ma riesce a seminarli. Giunge quindi nella cittadina di Red Rock dove ha qualche conto in sospeso con lo sceriffo corrotto Buck Landon, protetto dai maggiorenti del paese, e dal quale pretende 20 000 dollari. Quest'ultimo tenta di ucciderlo ma Jack viene soccorso e curato da Chris. Una volta guarito Jack uccide Buck, con la prepotenza si mette in società con i maggiorenti del paese e infine si fidanza con Clem, una prostituta discriminata da tutti. L'escalation al potere di Jack sembra inarrestabile poiché l'uomo si impossessa anche del saloon e arriva persino a costringere Chris, l'uomo che lo ha precedentemente salvato, a diventare un impotente sceriffo-fantoccio a suo uso e consumo. Dopo l'ennesimo delitto, realizzato anche grazie a Bill Hackett, un killer a capo di alcuni fuorilegge, Chris reagisce sfidando Jack a duello.